# Heteraxinoides
Heteraxinoides är ett släkte av plattmaskar. Heteraxinoides ingår i familjen Heteraxinidae.
Kladogram enligt Catalogue of Life:
| Heteraxinoides | \| \| Heteraxinoides oligoplitis \| \| \| \| \| \| Heteraxinoides xanthophilis \| \| \| \| |
|                | \| \| Heteraxinoides oligoplitis \| \| \| \| \| \| Heteraxinoides xanthophilis \| \| \| \| |
|                | Allencotyla                                                                                |
|                |                                                                                            |
|                | Cynoscionicola                                                                             |
|                |                                                                                            |
|                | Helixaxine                                                                                 |
|                |                                                                                            |
|                | Leuresthicola                                                                              |
|                |                                                                                            |
|                | Lintaxine                                                                                  |
|                |                                                                                            |
|                | Pseudochauhanea                                                                            |
|                |                                                                                            |
|                | Zeuxapta                                                                                   |
|                |                                                                                            |
|                | Heteraxinoides oligoplitis                                                                 |
|                |                                                                                            |
|                | Heteraxinoides xanthophilis                                                                |
|                |                                                                                            |

|  | Heteraxinoides oligoplitis  |
|  |                             |
|  | Heteraxinoides xanthophilis |
|  |                             |